# 稲垣正浩
稲垣 正浩（いながき まさひろ、1938年3月26日 - 2016年2月6日）は、日本のスポーツ史学者。

## 経歴
大阪府富田林市生まれ。愛知県豊橋市で育ち、愛知県立時習館高等学校を卒業しており、愛知県出身と紹介されることもある。
東京教育大学体育学部を1960年に卒業して、専攻科に進み、さらに1962年に同大学院教育学研究科へ進学、1969年に博士課程を単位取得退学し、東京教育愛学教務補佐員となった。1974年から愛知教育大学助教授、1976年から大阪大学助教授を経て、1978年から奈良教育大学助教授、1984年から同教授となり、1997年まで在職した。その後、1997年に日本体育大学体育研究所教授、翌1998年に同大学院教授となった。
また、スポーツ史学会会長を2回にわたって務め（1996年 - 2000年、2004年 - 2008年）、神戸市外国語大学客員教授、ISC・21（21世紀スポーツ文化研究所）主幹研究員なども歴任した。

## おもな業績

### 単著
- 『0（ゼロ）のことをなぜラブと呼ぶの?』大修館書店（先生なぜですか）、1991年
- 『スポーツを読む』全3巻、三省堂選書、(1) 1993年、〈2-3〉1994年
- 『スポーツの後近代―スポーツ文化はどこへ行くのか』三省堂、1995年
- 『スポーツ文化の脱構築』叢文社（スポーツ学選書）、2001年
- 『児童文学のなかにスポーツ文化を読む』叢文社（スポーツ学選書）、2001年
- 『現代思想とスポーツ文化』叢文社（スポーツ学選書）、2002年
- 『テニスとドレス』叢文社（スポーツ学選書）、2002年
- 『スポーツ文化の現在を探る』叢文社（スポーツ学選書）、2002年
- 『伝記文学のなかにスポーツ文化を読む』叢文社（スポーツ学選書）、2002年
- 『紀行文学のなかにスポーツ文化を読む』叢文社（スポーツ学選書）、2002年
- 『評論文学のなかにスポーツ文化を読む』叢文社（スポーツ学選書）、2003年
- 『宗教文学のなかにスポーツ文化を読む』叢文社（スポーツ学選書）、2003年
- 『“スポーツする身体”を考える』叢文社（スポーツ学選書）、2003年
- 『初耳だらけのオリンピックびっくり観戦講座―知られざる競技の背景とその見どころ 夏編』はまの出版、2004年
- 『身体論―スポーツ学的アプローチ』叢文社（スポーツ学選書）、2004年
- 『ウィーンの生涯スポーツ』叢文社（スポーツ学選書）、2005年
- 『伝承文学のなかにスポーツ文化を読む』叢文社（スポーツ学選書）、2005年
- 『イギリス文学のなかにスポーツ文化を読む』叢文社（スポーツ学選書）、2006年

### 共著
- 『近代体育スポーツ年表』 (保健体育指導選書) 岸野雄三,成田十次郎,大場一義共編. 大修館書店, 1980.9
- （松本芳明、福地豊樹との共著）『とび箱ってだれが考えたの?』大修館書店（先生なぜですか）、1991年
- （谷釜了正との共著）『スポーツ史講義』大修館書店、1995年
- （寒川恒夫、野々宮徹、谷釜了正との共著）『図説 スポーツの歴史―「世界スポーツ史」へのアプローチ』大修館書店、1996年
- （松本芳明との共著）『新世紀スポーツ文化論』タイムス（体育学論叢 5）、2002年
- （藤井英嘉との共著）『スポーツ科学からスポーツ学へ』叢文社（スポーツ学選書）、2006年
- （西谷修、今福龍太との共著）『近代スポーツのミッションは終わったか―身体・メディア・世界』平凡社、2009年
- 『からだが生きる瞬間 竹内敏晴と語りあった四日間』竹内敏晴 ほか 著, 三井悦子共編. 藤原書店, 2018.6

### 訳書
- E.W.ブルガー, H.グロル『体育の教授学』不昧堂出版, 1981.10
- E.W.ブルガー, H.グロル『体育の方法学』不昧堂出版、1981年
- ユリウス ボフス『入門 スポーツ史』大修館書店、1988年
- ハイナー ギルマイスター『テニスの文化史』大修館書店、1993年
- カシア ボディ『ボクシングの文化史』監訳・松浪稔、月嶋紘之訳、東洋書林、2011年